# Italiensk groda
Italiensk groda (Rana italica) är en art i familjen äkta grodor (Ranidae) som tillhör ordningen stjärtlösa groddjur.

## Utseende
Den italienska grodan är trubbnosad och mycket lik den grekiska, och ansågs tidigare vara en underart till denna. Precis som den grekiska grodan är den ovan brunaktig, ofta med mörkare fläckar, och med ljusare buk. Ögonen vetter åt sidorna, med vertikal och springformad pupill. Den är dock något mindre än den grekiska grodan.

## Utbredning
Den italienska grodan är vanlig på italienska fastlandet och San Marino.

## Vanor
Grodan lever främst i bergsregioner, där den föredrar strömmande vatten med klippbotten och viss växtlighet. Den kan också återfinnas i dammar och bergsmossar.